# Rock Out with Your Cock Out
Rock Out with Your Cock Out es un demo de la banda canadiense Sum 41. Fue lanzada en 1998, en formato de casete. El disco fue producido principalmente por fines promocionales. Es la única publicación en la cual el bajista de la banda es Richard Roy. En sí el disco no tiene un nombre oficial, fueron los fanáticos de la banda los que le dieron el nombre no oficial de Rock Out with Your Cock Out.
Los temas del álbum, con la excepción de Astronaut fueron regrabados y publicados en el EP del 2000, Half Hour of Power.

## Listado de canciones
1. "Summer" (demo) - 2:50
2. "Another Time Around" (demo) - 2:18
3. "What I Believe" (demo) - 2:52
4. "Astronaut" - 1:43

## Participación
- Deryck "Bizzy D" Whibley – vocalista, guitarra
- Dave "Brown Sound" Baksh – guitarra, vocalista
- Richard "Twitch" Roy – bajo
- Steve "Stevo 32" Jocz – batería